# ヴァイオレット・ギブソン
ジ・オナラブル・ヴァイオレット・アルビナ・ギブソン (英語: The Honourable Violet Albina Gibson、1876年8月31日 – 1956年5月2日) はアングロアイリッシュの女性で、1926年にベニート・ムッソリーニの暗殺を試みたことで有名である。アイルランド大法官であったアシュボーン男爵エドワード・ギブソンの娘である。

## 生い立ち
ギブソンは1876年8月31日にアイルランドのダブリンで生まれた。父はアイルランドの弁護士で政治家であるエドワード・ギブソンで、1885年に初代アシュボーン男爵に叙せられた。母フランセス・コリーズはクリスチャン・サイエンスの信者であった。ヴァイオレットは神智学に少し親しんだ後、1902年にローマンカトリックになった。
ギブソンはヴィクトリア女王の治世に宮廷でデビュタントとなった。生涯にわたって病弱で、1925年の初めには自殺未遂をしている。

## ムッソリーニ襲撃
1926年4月7日、イタリアのファシスト党党首であるベニート・ムッソリーニが国際外科医協会の集いで現代医学の驚異に関する演説をした後、そこを出てローマのカンピドリオ広場で群衆の中を歩いている際、ギブソンはムッソリーニを狙って撃った。ギブソンは必要とあらばムッソリーニの車の窓を壊せるよう石を用意しており、黒いショールに隠したモデル1892リボルバーで武装していた。一発目を撃った際はムッソリーニが頭を動かしたので弾が鼻にあたり、ギブソンは再度撃とうとしたが不発に終わった。ムッソリーニの息子ロマーノの回顧録では説明が異なっており、ギブソンは二発撃ったが一発はそれて、もう一発がムッソリーニの鼻をかすめた。ギブソンは群衆に襲われそうになったが、警察が介入して逮捕された。ムッソリーニはわずかに負傷しただけで「ほんのかすり傷」だと言い張り、鼻に包帯をしてもらった後でカンピドリオでパレードを続けた。

ギブソンは刑務所で神のためにムッソリーニを襲撃したと述べた。ギブソンは「強固な反ファシズム思想の持ち主」だったと考える向きがある一方、精神疾患を患っていたとも考えられており、この事件がおおごとになるのを避けるために世間的には精神疾患が強調された。ギブソンはムッソリーニの要請により、告訴されずに釈放され、その後イギリスに送還された。この行動ゆえにムッソリーニはイギリス政府から謝意を表された。

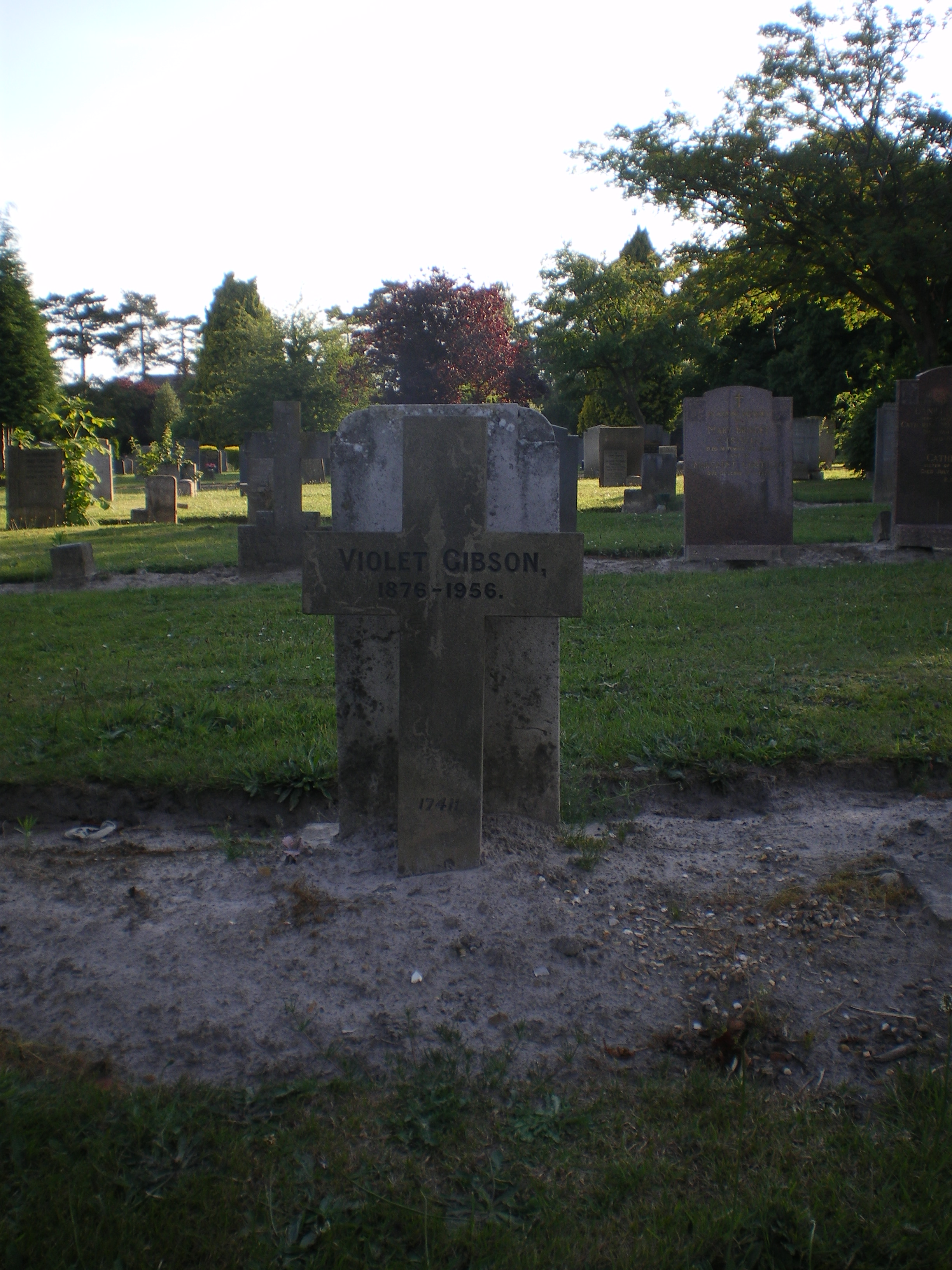
キングズソープの墓地にあるギブソンの墓

ギブソンは残りの人生を精神病患者の収容施設であるノーサンプトンのセントアンドルーズ病院で過ごした。ギブソンは1956年5月2日、79歳で病死した。ギブソンの墓はノーサンプトンのキングズソープ墓地にある。

## 死後の顕彰
2016年のアリス・バリーの戯曲『ヴァイオレット・ギブソン：ムッソリーニを撃った女』(Violet Gibson: The Woman Who Shot Mussolini) はギブソンを主題としている。
2018年のリサ・オニールの楽曲「ヴァイオレット・ギブソン」("Violet Gibson")はギブソンを歌ったもので、オニールのアルバムHeard a Long Song Goneに収録されている。
2021年2月、ダブリン市評議会はギブソンを「強固な反ファシズム思想の持ち主」として顕彰する銘板を設置する認可を出した。

## 関連文献
- Saunders, Frances Stonor The Woman Who Shot Mussolini. New York: Metropolitan Books/Henry Holt and, 2010.